# 中原路街道
中原路街道，是中华人民共和国河南省濮阳市华龙区下辖的一个乡镇级行政单位。

## 行政区划
中原路街道下辖以下地区：
京东社区、玉北社区、滨河社区、南里商社区、东白仓社区、京西社区、瑞景社区和玉东社区。